# Jules Miquel

Jules Miquel (1913)

Jules Miquel (* 14. April 1885 in Saint-Affrique; † 13. Dezember 1966 in Millau) war ein französischer Radrennfahrer.
Jules Miquel machte nach der Schule eine Lehre als Kaufmann im Geschäft seines Vaters, fuhr aber auch schon erfolgreich Amateurrennen. 1905 wurde er Profi-Radrennfahrer und fuhr zunächst Rennen in Portugal als Sprinter sowie als Steher. Nach seinem Wehrdienst konzentrierte er sich ab 1910 auf Steherrennen und war bald als Fahrer gefragt in Europa und den USA. 1913 wurde er in Leipzig Vize-Weltmeister der Profi-Steher, 1920 Vize-Europameister. 1923 belegte er bei der französischen Steher-Meisterschaft Platz drei.
Miquel startete auch bei insgesamt zwölf Sechstagerennen. 1911 wurde er gemeinsam mit Léon Comès Zweiter in Frankfurt am Main; 1913 und 1914 belegte er beim Berliner Sechstagerennen Platz zwei gemeinsam mit dem Niederländer John Stol. Beim Sechstagerennen in Brüssel wurde er 1913 Zweiter mit seinem Landsmann Octave Lapize. Beim Sechstagerennen in Paris wurde er 1921 Dritter mit Marcel Dupuy. Am 2. und 3. Dezember 1911 gewann er im Berliner Sportpalast gemeinsam mit dem Deutschen Arthur Stellbrink ein spektakuläres 25-Stunden-Rennen gegen die Niederländer Gus Schilling und dessen Partner John Stol. 1914 und 1925 gewann er in Deutschland das Goldene Rad von Berlin.
1926 startete Jules Miquel hinter dem deutschen Schrittmacher Franz Hofmann auf der Radrennbahn von Hamborn. Hofmann stürzte bei diesem Rennen und starb vier Tage später an seinen Verletzungen. 1927 trat Miquel vom aktiven Radsport zurück.
In den 1940er Jahren wurde im Pariser Vélodrome d’Hiver ein „Grand Prix Jules Miquel“ ausgefahren.